# Noue
Noue – rzeka we Francji, przepływająca przez teren departamentu Górna Garonna, o długości 44,2 km. Stanowi lewy dopływ rzeki Garonny.